# Governo De Wever
Il Governo De Wever è il 99º ed attuale governo federale del Belgio, in carica dal 3 febbraio 2025.
Si tratta di un esecutivo di coalizione guidato da Bart De Wever, nato dopo le elezioni parlamentari del 2024 e composto da Nuova Alleanza Fiamminga (N-VA), Movimento Riformatore (MR), Avanti (VOORUIT), Cristiano-Democratici e Fiamminghi (CD&V) e Les Engagés (LE).

## Storia

### Formazione
In seguito alle elezioni parlamentari dell’anno precedente, che hanno lasciato, anche per via della stessa natura del sistema politico belga (che prevede una netta divisione dei partiti politici su base linguistica), un Parlamento decisamente frammentato, per il paese è iniziato un complesso periodo post-elettorale, caratterizzato da lunghe negoziazioni ed ampie difficoltà in tutto il processo di formazione.
Constatato l’esito del voto, dunque, i principali partiti politici hanno presto iniziato a dialogare fra loro, facendo però emergere, visto anche il rifiuto delle parti di collaborare con Vlaams Belang (VB) ed il successivo desiderio del Partito Socialista (PS), dei Verdi/Ecolo (GROEN/ECOLO) e dei Liberali e Democratici Fiamminghi Aperti (Open VLD) di restare all’opposizione a causa degli scarsi risultati elettorali, solo uno stretto ventaglio di percorsi per una nuova coalizione politica, poi ridottosi alla sola Coalizione Arizona, così chiamata in riferimento ai colori dei partiti partecipanti (N-VA, MR, LE, VOORUIT e CD&V), presenti anche sulla bandiera del suddetto stato federato americano.
Avendo dunque tenuto una serie di consultazioni, e preso contestualmente atto di tale scenario politico emergente, il Re Filippo ha quindi assegnato, in data 12 giugno, l’incarico di sondare il terreno per una nuova maggioranza (Informateur) a Bart De Wever di Nuova Alleanza Fiamminga (N-VA), in quanto leader del partito più votato, chiedendogli nel mentre, coadiuvato da alcuni Scout, di fare rapporto di volta in volta, sebbene si sia presto reso necessario, senza troppe sorprese, prorogare il suo mandato per via di varie difficoltà negoziali sopravvenute.
In seguito, il 26 giugno, prospettandosi la Coalizione Arizona come l’unica opzione viabile (anche per le altre forze politiche), il Re ha sollevato De Wever dall’incarico al fine di renderlo Preformateur, ossia incaricato di sondare un accordo politico che potesse avvicinare i partiti politici precedentemente individuati, rendendosi conto ancora delle grandi differenze ideologiche esistenti sul campo.
Poco dopo, il 10 luglio, avvicinatesi le fazioni alla prospettiva di coalizione, De Wever è stato ufficialmente designato come Formateur, conferendogli così tutti i poteri necessari per negoziare non solo un programma politico condiviso, ma anche la costruzione effettiva del nuovo esecutivo.
Rivelatasi tuttavia questa una fase di enorme difficoltà a causa di discussioni vane, discordie tra negozianti e mesi di stallo politico, in seguito al riconoscimento della probabile impossibilità di ricostituire i negoziati, Bart De Wever ha conseguentemente rimesso in data 22 agosto il proprio mandato al Re (dopo aver già precedentemente ottenuto alcune proroghe ad hoc), il quale, accettatolo, ha conferito l’incarico a Maxime Prévot di Les Engagés (LE), salvo essere andato anche questo presto a vuoto.
Estintosi anche questo tentativo, dunque, il Re ha deciso nuovamente di riconferire, in data 1º settembre, l’incarico a Bart De Wever, considerato il suo lavoro preliminare e la sua posizione di unico effettivo mediatore per la formazione di un esecutivo. Questi dunque, rimessosi a lavoro, ha convocato un tavolo negoziale per il 5 settembre per ravvivare le trattative, ufficialmente riprese dal successivo 9 settembre. A causa di ciò, tuttavia, l’incarico ha ancora una volta dovuto necessitare di una proroga, viste le contingenze, in data 17 ottobre e ancora in data 4 novembre, sebbene questa volta con l’ennesimo monito di concludere i negoziati entro un ragionevole periodo di tempo.
Nelle more del processo, tuttavia, un rischio di rottura è emerso durante le negoziazioni con Avanti (VOORUIT), il quale, non soddisfatto delle previste coperture di bilancio per alcune politiche e conscio delle differenze ideologiche e d’intesa esistenti con gli altri negoziatori (come già manifestato precedentemente in altre occasioni), ha annunciato una sospensione della propria partecipazione, nonostante il rammarico degli altri leader. Al 31 ottobre, dunque, nonostante ben quattro delle cinque parti politiche fossero pronte ad avanzare, è stato necessario rinegoziare, con molta fatica, alcuni aspetti per appianare le reticenze, ma dilungatisi, non sono stati conclusi in tempo per la scadenza del mandato di formateur. Re Filippo, tuttavia, tenuto conto del grande progresso fatto, ha comunque deciso di sorvolare sui tempi, rigettando le dimissioni dall’incarico di De Wever e consentendo a questi ancora una proroga fino al 12 novembre e ancora, in seguito ad altre concessioni, al 31 gennaio del nuovo anno.
Alla fine, dopo un'estenuante sessione finale e conclusiva di negoziati, durata ben 57 ore, i partiti politici hanno finalmente trovato, a poche ore dall’ultima concessione del Re prima dell’indizione di nuove elezioni, un accordo definitivo, appianando così le ultime divergenze e permettendo finalmente al nuovo governo (con l’assenso della Camera dei rappresentanti), in data 3 febbraio, di entrare in carica dopo il giuramento dinnanzi al Re.

## Compagine di governo

### Appartenenza politica
L'appartenenza politica dei membri del Governo alla sua formazione si può così riassumere:
| Partito | Partito                                   | Primo ministro | Ministri | Totale |
| ------- | ----------------------------------------- | -------------- | -------- | ------ |
|         | Nuova Alleanza Fiamminga (N-VA)           | 1              | 3        | 4      |
|         | Movimento Riformatore (MR)                | -              | 4        | 4      |
|         | Les Engagés (LE)                          | -              | 3        | 3      |
|         | Avanti (VOORUIT)                          | -              | 2        | 2      |
|         | Cristiano-Democratici e Fiamminghi (CD&V) | -              | 2        | 2      |
| Totale  | Totale                                    | 1              | 14       | 15     |

### Provenienza geografica
La provenienza geografica dei membri del Governo alla sua formazione si può così riassumere:
| Regione            | Primo ministro | Ministri | Totale |
| ------------------ | -------------- | -------- | ------ |
| Fiandre            | 1              | 6        | 7      |
| Vallonia           | -              | 6        | 6      |
| Bruxelles-Capitale | -              | 2        | 2      |

### Situazione parlamentare
| Camera                    | Collocazione | Partiti                                                                  | Seggi    |
| ------------------------- | ------------ | ------------------------------------------------------------------------ | -------- |
| Camera dei rappresentanti | Maggioranza  | N-VA (24), MR (19), LE (14), Vooruit (13), CD&V (11)                     | 81 / 150 |
| Camera dei rappresentanti | Opposizione  | VB (20), PS (16), PVDA-PTB (15), VLD (8), Verdi (7), Ecolo (2), DéFI (1) | 69 / 150 |

## Composizione
| Ufficio del Primo ministro                                              | Ufficio del Primo ministro | Ufficio del Primo ministro | Ufficio del Primo ministro    | Ufficio del Primo ministro |
| Carica                                                                  | Titolare                   | Titolare                   | Titolare                      | Segretari di Stato         |
| ----------------------------------------------------------------------- | -------------------------- | -------------------------- | ----------------------------- | -------------------------- |
| Primo ministro                                                          |                            |                            | Bart De Wever (N-VA)          | Carica non assegnata       |
| Primo Vice Primo ministro                                               |                            |                            | Jan Jambon (N-VA)             | Carica non assegnata       |
| Secondo Vice Primo ministro                                             |                            |                            | David Clarinval (MR)          | Carica non assegnata       |
| Terzo Vice Primo ministro                                               |                            |                            | Maxime Prévot (LE)            | Carica non assegnata       |
| Quarto Vice Primo ministro                                              |                            |                            | Frank Vandenbroucke (VOORUIT) | Carica non assegnata       |
| Quinto Vice Primo ministro                                              |                            |                            | Vincent Van Peteghem (CD&V)   | Carica non assegnata       |
| Ministeri federali                                                      |                            |                            |                               |                            |
| Ministri                                                                | Ministri                   | Ministri                   | Ministri                      | Segretari di Stato         |
| Finanze e Pensioni                                                      |                            |                            | Jan Jambon (N-VA)             | Carica non assegnata       |
| Lavoro, Impiego, Economia ed Agricoltura                                |                            |                            | David Clarinval (MR)          | Carica non assegnata       |
| Affari Esteri ed Europei e Cooperazione allo Sviluppo                   |                            |                            | Maxime Prévot (LE)            | Carica non assegnata       |
| Salute ed Affari sociali                                                |                            |                            | Frank Vandenbroucke (VOORUIT) | Carica non assegnata       |
| Bilancio e Semplificazione amministrativa                               |                            |                            | Vincent Van Peteghem (CD&V)   | Carica non assegnata       |
| Difesa                                                                  |                            |                            | Theo Francken (N-VA)          | Carica non assegnata       |
| Asilo, Migrazione, Integrazione e Politica Urbana                       |                            |                            | Anneleen Van Bossuyt (N-VA)   | Carica non assegnata       |
| Giustizia                                                               |                            |                            | Annelies Verlinden (CD&V)     | Carica non assegnata       |
| Interno                                                                 |                            |                            | Bernard Quintin (MR)          | Carica non assegnata       |
| Classe media, Lavoratori autonomi e PMI                                 |                            |                            | Eléonore Simonet (MR)         | Carica non assegnata       |
| Energia                                                                 |                            |                            | Mathieu Bihet (MR)            | Carica non assegnata       |
| Mobilità, Clima e Transizione ambientale                                |                            |                            | Jean-Luc Crucke (LE)          | Carica non assegnata       |
| Azione e Modernizzazione pubblica                                       |                            |                            | Vanessa Matz (LE)             | Carica non assegnata       |
| Tutela dei Consumatori, Lotta alle Frodi, Disabilità e Pari Opportunità |                            |                            | Rob Beenders (VOORUIT)        | Carica non assegnata       |

### Esplicative
1. 1 2 3 4 5  Uno dei quali è anche Vice primo ministro.
2. ↑  Viene riportata la situazione parlamentare solo di questa camera (e non anche del Senato) poiché solo quest'ultima ha il potere di controllare il rapporto di fiducia con l'esecutivo.
3. ↑  Incaricato anche della Lotteria nazionale e delle Istituzioni Culturali Federali.
4. ↑  Incaricato anche della Lotta contro la Povertà.
5. ↑  Incaricato anche del Commercio estero.
6. ↑  Incaricata anche degli affari del Mare del Nord.
7. ↑  Incaricato anche della gestione della joint-venture “Bellris”.
8. ↑  Incaricata anche delle Imprese pubbliche, della Funzione pubblica, dell’Edilizia e della Gestione immobiliare dello Stato, della Digitalizzazione e degli Istituti scientifici federali.

### Bibliografiche
1. ↑   Simone De La Feld, Il Belgio slitta verso destra, dopo le dimissioni di De Croo è rebus per la nuova coalizione, eunews, 10 giugno 2024.
2. ↑  (EN) Prof. Bart Maddens, “Federal coalition puzzle can be solved quickly, but N-VA will have to make choices”, VRT, 11 giugno 2024.
3. ↑  (FR) Elections 2024: le PS fait le choix de l’opposition à tous les niveaux de pouvoir, "une conséquence logique", RTBF, 10 giugno 2024.
4. ↑  (EN) Ecolo will go into opposition in Brussels, Groen in Flanders and federal, RTBF, 10 giugno 2024.
5. ↑  (FR) L’Open VLD ne montera pas au gouvernement, Le Soir, 9 giugno 2024.
6. ↑  (FR) Quelles sont les coalitions possibles aux différents niveaux de pouvoir ? (infographies), su lesoir.be, Le Soir, 10 giugno 2024.
7. ↑  (FR) Pour l'informateur Bart De Wever, une seule formule de coalition est possible à court terme pour le gouvernement fédéral, RTL Info, 21 giugno 2024.
8. ↑   Il politico che voleva dissolvere il Belgio ora potrebbe governarlo, Il Post, 14 giugno 2024.
9. ↑  (FR) Formation des gouvernements: Mathias Diependaele formateur en Flandre, Bart De Wever prolongé (relire notre direct), RTL Info, 26 giugno 2024.
10. ↑  (FR) Formation du fédéral: le roi Philippe nomme Bart De Wever (N-VA) préformateur, RTBF, 26 giugno 2024.
11. ↑  (FR) Gouvernement fédéral: pourquoi l’informateur De Wever devient-il préformateur et pas formateur?, RTBF, 26 giugno 2024.
12. ↑  (EN) Belgian government talks begin with Flemish nationalist Bart De Wever at the helm, Politico, 10 luglio 2024.
13. ↑   Sorpresa, il Belgio non sta riuscendo a formare un governo, Il Post, 22 agosto 2024.
14. ↑  (NL) Gianni Paelinck, Heleen Vander Beken, Valerie Vanhelden e Belga, Formateur De Wever apart in gesprek met MR over 'supernota', onderhandelingen voor federale regering gaan nacht in, VRT, 18 agosto 2024.
15. ↑  (EN) Belgian king appoints centrist Christian democrat as coalition mediator, Reuters, 23 agosto 2024.
16. ↑  (NL) Cisse Michiels, Sandra Cardoen, Nils Schillewaert, Stefan Grommen e Rik Arnoudt, Liveblog - CD&V en Vooruit niet overtuigd van 'landingsnota' Vlaamse formatie: "Grondige bijsturingen nodig", VRT, 1º settembre 2024.
17. ↑  (FR) Anne François e Belga, De Wever devra faire un nouveau rapport au Roi le 4 novembre et espère aboutir dans un "délai raisonnable", VRT, 17 ottobre 2024.
18. ↑   Nuovo governo al palo in Belgio. Negoziati fino al 12 novembre, ANSA, 4 novembre 2024.
19. ↑  (FR) Jacques Hermans, Elections 2024: en Flandre, la lente mise en route de la coalition Rocket, La Libre, 12 giugno 2024.
20. ↑  (FR) "Nous serons débarrassés de lui et il ne devra pas apprendre le néerlandais": Georges-Louis Bouchez pas le bienvenu au fédéral pour la présidente de Vooruit, RTL Info, 15 giugno 2024.
21. ↑  (FR) Vooruit quitte la table des négociations fédérales :"Tout est bloqué depuis des mois", RTL Info, 25 ottobre 2024.
22. ↑  (NL) Formateur De Wever “beraadt zich over volgende stappen” nadat Arizona-onderhandelaars uiteengaan zonder vooruitgang, Nieuwsblad, 31 ottobre 2024.
23. ↑  (NL) Ellen Maerevoet e Stefan Grommen, LIVE formatie - Van den Brandt legt startnota voor aan N-VA, Open VLD en Vooruit in Brussel, federale gesprekken nu echt opnieuw gestart, VRT, 25 ottobre 2024.
24. ↑   Belgio, prolungato ancora il mandato esplorativo a De Wever, ANSA, 7 gennaio 2025.
25. ↑   In Belgio è stato trovato un accordo per formare un governo, Il Post, 31 gennaio 2025.
26. ↑   L’indipendentista fiammingo Bart De Wever ha giurato come nuovo primo ministro del Belgio, Il Post, 3 febbraio 2025.